# Stazione meteorologica di Pescocostanzo
La stazione meteorologica di Pescocostanzo è la stazione meteorologica di riferimento relativa alla località di Pescocostanzo.

## Coordinate geografiche
La stazione meteorologica si trova nell'area climatica dell'Italia centrale, in cui è compreso l'intero territorio regionale dell'Abruzzo, in provincia dell'Aquila, nel comune di Pescocostanzo, a 1.395 metri s.l.m. e alle coordinate geografiche 41°53′N 14°04′E.

## Dati climatologici
In base alla media trentennale di riferimento 1961-1990, la temperatura media del mese più freddo, gennaio, si attesta a -0,1 °C; quella del mese più caldo, agosto, è di +17,6 °C .
| PESCOCOSTANZO      | Mesi | Mesi | Mesi | Mesi | Mesi | Mesi | Mesi | Mesi | Mesi | Mesi | Mesi | Mesi | Stagioni | Stagioni | Stagioni | Stagioni | Anno |
| PESCOCOSTANZO      | Gen  | Feb  | Mar  | Apr  | Mag  | Giu  | Lug  | Ago  | Set  | Ott  | Nov  | Dic  | Inv      | Pri      | Est      | Aut      | Anno |
| ------------------ | ---- | ---- | ---- | ---- | ---- | ---- | ---- | ---- | ---- | ---- | ---- | ---- | -------- | -------- | -------- | -------- | ---- |
| T. max. media (°C) | 3,4  | 4,8  | 7,6  | 11,1 | 15,3 | 19,5 | 22,6 | 23,2 | 18,9 | 13,2 | 8,2  | 5,1  | 4,4      | 11,3     | 21,8     | 13,4     | 12,7 |
| T. min. media (°C) | −3,5 | −3,2 | −0,7 | 2,6  | 6,4  | 9,9  | 12,1 | 12,0 | 9,6  | 5,5  | 2,2  | −1,3 | −2,7     | 2,8      | 11,3     | 5,8      | 4,3  |